# Maria Lourdes (Wien-Meidling)

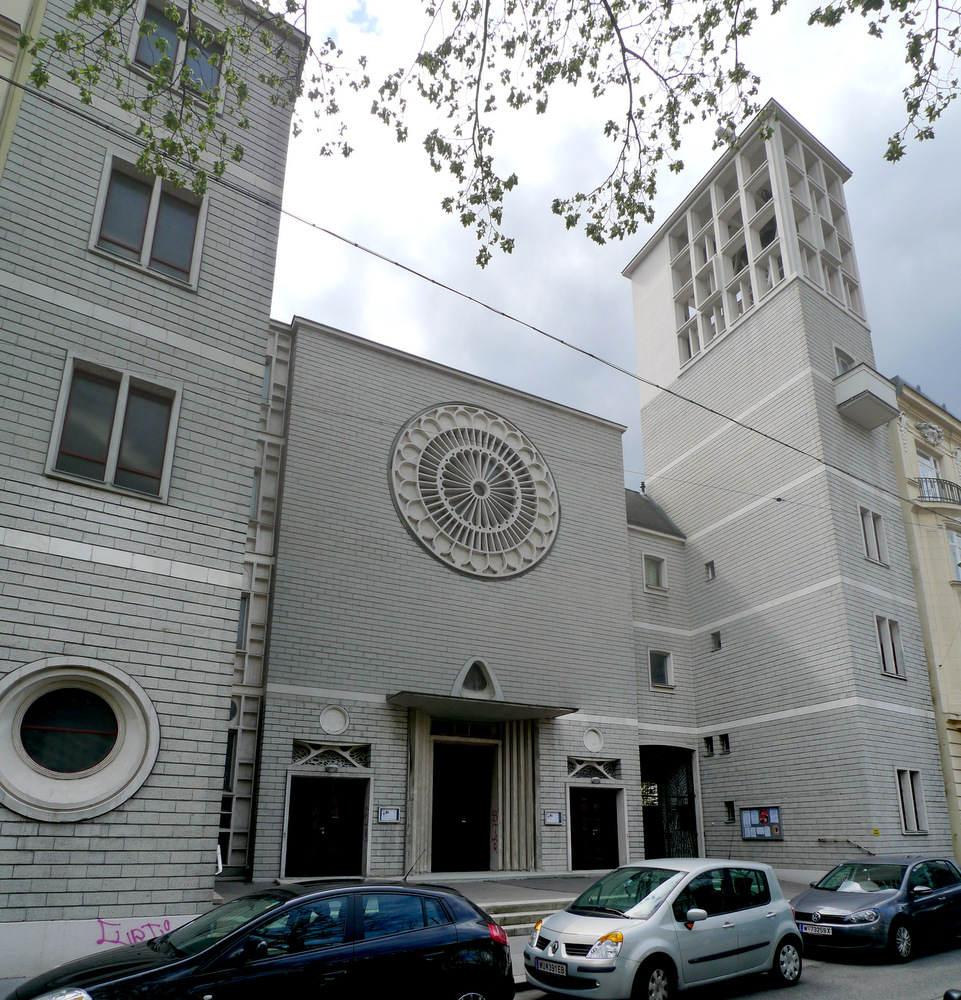
Kirche Maria Lourdes

Die Kirche Maria Lourdes ist eine römisch-katholische Pfarrkirche im 12. Wiener Gemeindebezirk Meidling.

## Geschichte
Die Kirche entstand aus einer Notkirche, die 1923 in einem von Schülern des Meidlinger Gymnasiums gemieteten Saal im Menda-Pavillon in der Ruckergasse 1 als Neuland-Gottessiedlung eingerichtet worden war. Aus Mitteln des Wiener Kirchenbauvereins errichtete man dann 1932 nach Plänen von Josef Haunzwickl im Garten dieses Hauses ein Kirchengebäude. 1935 wurde sie zur Pfarrkirche erhoben und wird seither von Chorherren aus Klosterneuburg betreut. Nach dem Zweiten Weltkrieg war das Gebäude aber bereits in einem so schlechten Bauzustand und war außerdem für die gewachsene Bevölkerungszahl zu klein geworden, so dass man sich zu einem Neubau entschloss. 1956 bis 1958 entstand daher nach Plänen von Robert Kramreiter die heutige Kirche, die zum hundertsten Jahrestag der Marienerscheinung in Lourdes geweiht wurde. 1981 erfolgte eine Renovierung der Kirche, die seit 1981 auch eine indische Gemeinde beherbergt. Diese feiert ihre Gottesdienste im syro-malabarischen und Malankara-Ritus.

## Baubeschreibung

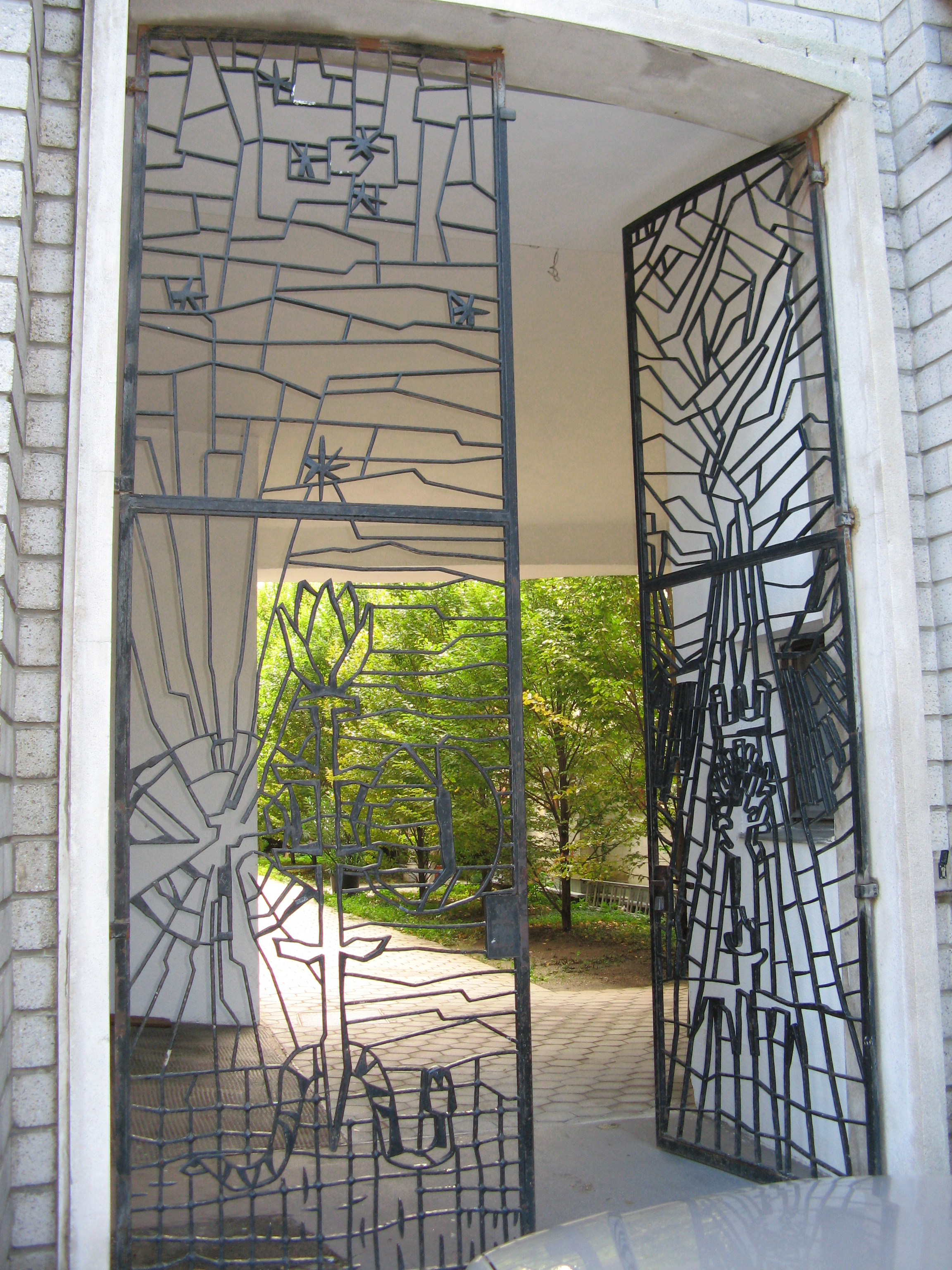
Gittertor

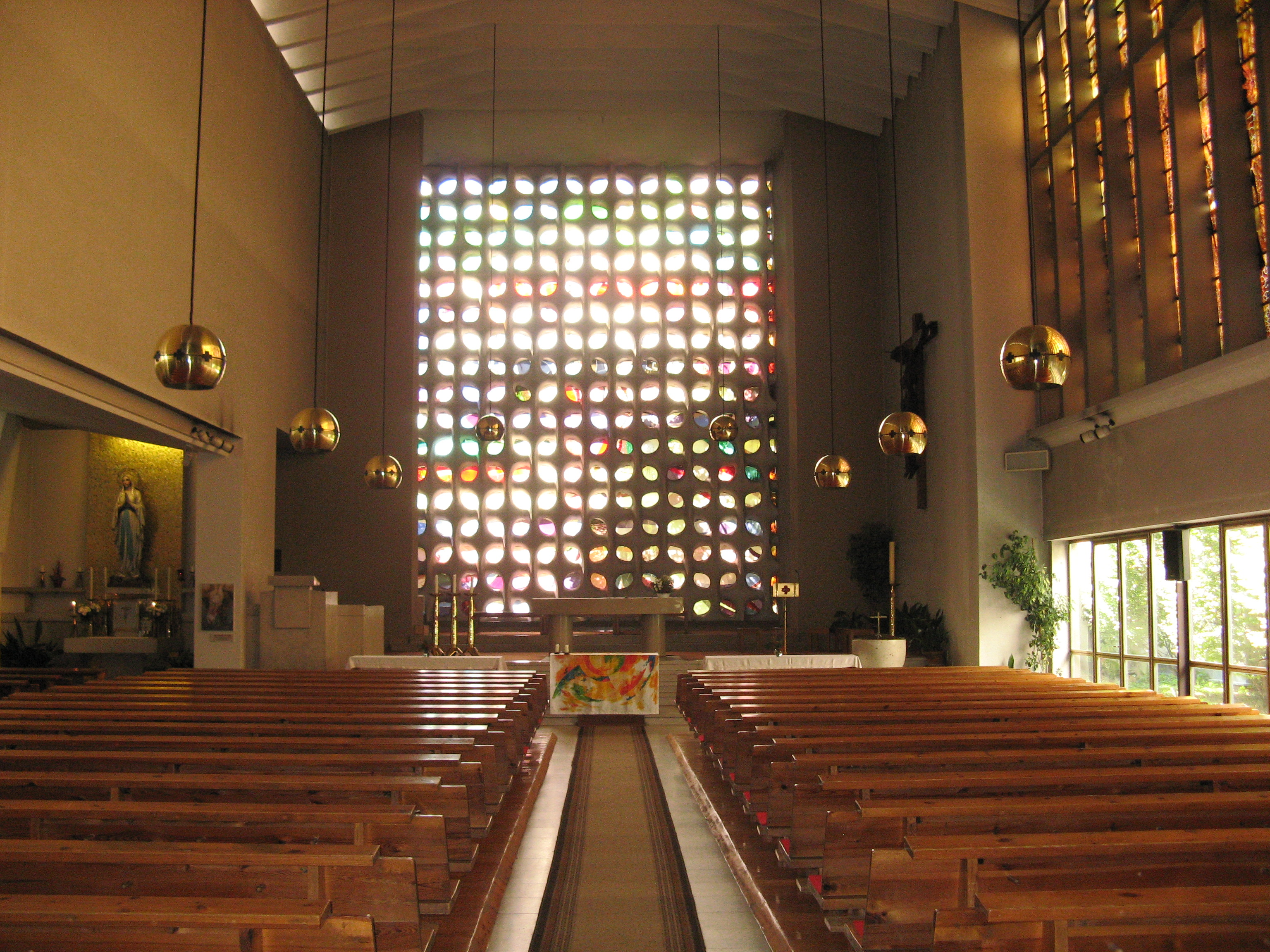
Innenraum

Die Kirche befindet sich in der Haschkagasse 5. Sie besitzt einen seitlichen Glockenturm, das Kirchenschiff ist etwas hinter die Häuserlinie zurückgesetzt, so dass sich ein kleiner Vorplatz vor der Kirche bildet. Das Gebäude ist zweischiffig und schließt hinter dem Hauptaltar mit einem buntverglasten Betonmaßwerkfenster von Hubert Wilfan ab, dessen Farbtöne die liturgischen Farben des Kirchenjahres widerspiegeln. Das Hauptschiff wird außerdem an der Epistelseite durch eine große farbige Glaswand abgeschlossen, die die Lauretanische Litanei darstellt und von Erhard Amadeus Dier geschaffen wurde. Sie gibt die Sicht auf den sogenannten Andachtshof frei, der grün bepflanzt ist und Kreuzwegbilder aus getriebenem Kupfer von Paul Ocsenasek enthält. Außerdem befindet sich dort ein Altar mit einem Mosaik der Maria von Lourdes, der anstelle der sonst üblichen Lourdes-Grotten dort angebracht ist. Im Seitenschiff der Kirche steht der Altar der lieben Frau von Lourdes mit einem aus der alten Kirche stammenden Holzstatue von Alfred Crepaz, dahinter befindet sich ein Goldmosaikhintergrund. Holzstatuen im Seitenschiff stellen Judas Thaddäus, Antonius von Padua, das Herz Jesu und den hl. Josef dar. Die Orgel aus 1955 stammt von Rudolf Novak.

## Gemeindeleben
Die Kirche ist eine Pfarrkirche des Wiener Stadtdekanates 12. Die Pfarre ist Teil des Pfarrverbandes Meidling Nord. Gottesdienste finden in der Kirche statt:
- Samstag: 18.30 Vorabendmesse
- Sonntag: 9.30[3]

In der Pfarre Maria Lourdes befindet sich eine Le+O-Ausgabestelle der Caritas der Erzdiözese Wien. Sie bietet Unterstützung für armutsgefährdete Personen durch die Ausgabe von Lebensmitteln und kostenlose Beratung.